# Nylon 66
El Niló 66 (niló 6-6, niló 6/6 o niló 6,6) és un tipus de poliamida o niló. Juntament amb el niló 6 és un del dos nilons més comuns a les indústries tèxtils i plàstiques. Està format per dos monòmers, l'hexameliendiamina i l'àcid adípic, els dos formats per 6 carbonis que donen el nom al niló 66.

## Síntesi i fabricació
El niló 66 es sintetitza per policondensació de l'hexametilendiamina i l'àcid adípic. Es combinen amb relació 1:1 en un reactor amb aigua. Es cristal·litza produint la sal de niló. La sal va a un reactor on es produirà la reacció de condensació.
n HOOC-(CH₂)₄-COOH + n H₂N-(CH₂)₆-NH₂ → [-OC-(CH₂)₄-CO-NH-(CH₂)₆-NH-]n + (2n-1) H₂O
S'extreu l'aigua per tal de desplaçar l'equilirbir afavorint la polimerització, formant l'enllaç de tipus amida a través de la condensació de l'extrem àcid de l'àcid adípic i l'extrem amino de l'hexametilendiamina.